# Алексіс Праусіс
Алексіс Праусіс (англ. Alexis Prousis; нар. 27 вересня 1984) — колишня американська тенісистка.
Найвищу одиночну позицію світового рейтингу — 285 місце досягла 6 квітня, 2009, парну — 273 місце — 27 квітня, 2009 року.

## Фінали ITF
| Легенда         |
| --------------- |
| Турніри $25,000 |
| Турніри $10,000 |

### Одиночний розряд: 1 (1–0)
| Результат | Дата           | Турнір             | Покриття | Суперниця | Рахунок     |
| --------- | -------------- | ------------------ | -------- | --------- | ----------- |
| Перемога  | 13 квітня 2008 | Лос-Мочіс, Мексика | Ґрунт    | Наталі Ю  | 7–6(5), 7–5 |

### Парний розряд: 4 (1–3)
| Результат | Ранг | Дата              | Турнір                         | Покриття | Партнерка       | Суперниці                        | Рахунок            |
| --------- | ---- | ----------------- | ------------------------------ | -------- | --------------- | -------------------------------- | ------------------ |
| Поразка   | 1.   | 22 липня 2007     | Фрінтон-он-Сі, Велика Британія | Трава    | Саманта Маррей  | Ребекка Льєвеллін Елізабет Томас | 6–3, 5–7, 2–6      |
| Поразка   | 2.   | 2 грудня 2007     | Ла-Валь-д'Уйшо, Іспанія        | Ґрунт    | Лусія Сайнс     | Хаєнне Евейк Марлот Медденс      | 4–6, 4–6           |
| Поразка   | 3.   | 21 вересня 2008   | Кавана, Австралія              | Тверде   | Робін Стівенсон | Джоселін Рей Емелін Старр        | 4–6, 6–4, [4–10]   |
| Перемога  | 1.   | 30 листопада 2008 | Перт, Австралія                | Тверде   | Робін Стівенсон | Джейд Кертіс Хванг І-Хсюань      | 7–6(7–5), 7–6(7–4) |